# Idini
Idini est une localité du département d'Ouad Naga située à 55 km de Nouakchott, capitale de la Mauritanie.
Cette localité est connue pour sa nappe phréatique, unique source d'eau potable pour la capitale du pays.